# Mahdi (iszlám)
A mahdi (arabul: ٱلْـمَـهْـدِي, ISO 233: al-mahdī, szó szerint (az Allah által) "vezetett") az iszlám eszkatológiában arra a személyre, messiásra vonatkozik, aki az idők végén tér vissza a Földre, aki legyőzi a gonoszt, végrehajtja a megérdemelt büntetéseket, és uralkodik egy ideális világban, ahol mindenki engedelmeskedik Istennek. 
A Koránban nincs közvetlen utalás a mahdira, csak a hadíszokban. A legtöbb hagyományban Jézussal (Ísza) együtt érkezik, hogy legyőzze ad-Daddzsál-t a (hamis Messiást vagy Antikrisztust). 
Bár a mahdiról szóló tanítás nem annyira kiemelkedő a szunnita iszlámban, mint a síitáknál, de mindkét irányzat eszkatológiájában ismert  és a síita felfogás központi eleme. Mindkét irányzat egyetért abban, hogy a mahdi uralkodni fog a muszlimok felett és igazságot teremt. Visszahozza az igaz iszlámot a hibás tanokat terjesztő vallástudósok és az igazságtalan uralkodók ellenében, és megbünteti az iszlám ellenségeit. A részletek a síita és szunnita irányzatok között azonban különböznek.
A sííták többsége által mahdinak, messiásnak tekintett tizenkettes síiták  utolsó imámja, Muhammad  aki 869-ben született, nem sokkal később eltűnt (a síiták szerint elrejtőzött). Ezért ők a "rejtőzködő imám" messiás-szerű visszatérését várják mahdiként, de nézetük szerint az imám mindaddig rejtve marad, míg Isten engedélyt nem ad neki, hogy újra megjelenjen. A "rejtőzködő imám" addig is útmutatást ad és közbenjárást végez. Ezzel szemben a szunnita és más síita kisebbségi irányzatok követői úgy vélik, hogy a mahdi még nem született meg, pontos identitása csak Allah számára ismert. 
A mahdi-váró hit több alkalmat szolgáltatott a mahdiként fellépő "messiás"-oknak vallásos mozgalmak alapítására. Ilyen mozgalom volt a 19. század végén a szudáni Mahdi-felkelés, vagy az indiai szubkontinensen az ahmadijja irányzat.

## Fordítás
- Ez a szócikk részben vagy egészben  a   Mahdi című angol Wikipédia-szócikk fordításán alapul.  Az eredeti cikk szerkesztőit annak laptörténete sorolja fel. Ez a jelzés csupán a megfogalmazás eredetét és a szerzői jogokat jelzi, nem szolgál a cikkben szereplő információk forrásmegjelöléseként.